# Tino-Sven Sušić
Tino-Sven Sušić (* 13. Februar 1992 in Sarajevo) ist ein bosnisch-belgischer Fußballspieler.

## Karriere

### Verein
Sušić wechselte 2012 aus der Jugend von Standard Lüttich zu Hajduk Split. Sein Debüt in der 1. HNL, der höchsten Liga in Kroatien, gab er am 22. Juli 2012, dem 1. Spieltag. Beim 0:0 gegen NK Istra 1961 wurde er in der 53. Minute für Anton Maglica eingewechselt. In seiner ersten Saison 2012/13 wurde er direkt Kroatischer Pokalsieger. In der Saison 2013/14 spielte er auch erstmals international und zwar in der Qualifikation für die UEFA Europa League. Er scheiterte mit Hajduk Split in der 3. Runde der Qualifikation. Sušić spielte noch bis Sommer 2016 bei Hajduk Split, ehe er den Verein verließ.
Am 30. August 2016 wechselte er nach Belgien zum KRC Genk. Sein Debüt in der Pro League der höchsten Spielklasse in Belgien, gab er am 11. September 2016, dem 1. Spieltag. Bei der 2:0-Niederlage gegen Standard Lüttich, kam er in der 62. Minute für Bryan Heynen ins Spiel. Sein aktueller Vertrag bei Genk läuft bis zum 30. Juni 2019. Im Sommer 2017 wechselte er leihweise zu Maccabi Tel Aviv in die erste Liga Israels.
Im Januar 2018 wurde die Leihe vorzeitig beendet, allerdings kehrte er daraufhin nicht zu Genk zurück, sondern wechselte zu Royal Antwerpen. Nach lediglich zwei Einsätzen für die Belgier wechselte er im Juli 2018 in die Niederlande zu VVV-Venlo, für das er in der Saison 2018/19 zu 27 Einsätzen in der Eredivisie kam. Im September 2019 verließ er Venlo.
Nach über einem Monat ohne Verein wechselte er im Oktober 2019 nach Österreich zum TSV Hartberg, bei dem er einen bis Juni 2020 laufenden Vertrag erhielt. Nach nur zwei Spielen in der Bundesliga wurde sein Vertrag in der Winterpause der Saison 2019/20 aufgelöst. Daraufhin wechselte er im Februar 2020 nach Bosnien und Herzegowina zum FK Sarajevo. Hier gewann er die nationale Meisterschaft sowie den Pokal.
In Sarajevo blieb Sušić bis zum August 2021 und nach kurzer Vereinslosigkeit nahm ihn im Herbst Kuban Krasnodar aus der zweiten russischen Liga unter Vertrag.

### Nationalmannschaft
2010 bestritt er Spiele für die U-18 und U-19-Auswahl Belgiens. Im Oktober 2013 entschloss sich Sušić zukünftig für sein Geburtsland zu spielen und schon am 5. März 2014 gab er sein Debüt für Bosnien und Herzegowina. Bei der 0:2-Niederlage gegen Ägypten wurde er in der 11. Minute für Samir Muratović eingewechselt, aber in der 78. Minute wurde er wiederum für Avdija Vršajević ausgewechselt. Sušić stand im 23-Mann-Kader für die Fußball-Weltmeisterschaft 2014 uns bestritt dort zwei Gruppenspiele. Bis 2016 absolvierte er insgesamt 9 A-Länderspiele, anschließend wurde er jedoch nicht mehr nominiert.

## Privates
Tino-Sven Sušić ist der Sohn des ehemaligen Fußballprofis Sead Sušić (* 1953). Sein Onkel ist Safet Sušić (* 1995), der ehemalige Nationaltrainer von Bosnien-Herzegowina in den Jahren 2010 bis 2014.

## Erfolge
- Kroatischer Pokalsieger: 2013
- Bosnisch-herzegowinischer Meister: 2020
- Bosnisch-herzegowinischer Pokalsieger: 2021